# Mylabris calida
Mylabris (Eumylabris) calida – gatunek chrząszcza z rodziny oleicowatych i podrodziny Meloinae.
Gatunek ten został opisany w 1784 roku przez Petera Simona Pallasa jako Meloe calida.
Owad długości około 30 mm. Charakteryzuje się szerokim w wierzchołkowej ⅓ edeagusem samca, co odróżnia go od najbliżej spokrewnionego M. aschnae.
Odnotowano, że w skład pożywienia tego chrząszcza wchodzą jaja pasikoników

## Rozprzestrzenienie
Chrząszcz palearktyczny o typie rozsiedlenia turnomediateraneńskim (turńsko-śródziemnomorskim). Wykazany został z Bułgarii, Macedonii Północnej, Grecji, Krety, Cyklad, Dodekanezu, Wysp Egejskich Północnych, wschodniej i południowej części europejskiego obszaru Rosji, Turcji (w tym prowincji Bolu, Edirne, Stambuł, Çanakkale, Bilecik, Manisa, Izmir, Eskişehir, Konya, Adana, Iğdır i Artvin), Kaukazu, Syberii, południowego Kazachstanu, Azji Środkowej (w tym Turkmenistanu, Uzbekistanu, Tadżykistanu i Kirgistanu), Azji Mniejszej, Syrii, Iranu (w tym ostanu Mazandaran), Afganistanu, Półwyspu Arabskiego (w tym prowincji Al-Baha w Arabii Saudyjskiej) i Afryki Północnej (w tym Algierii i Egiptu).